# Siderolamprus montanus
Siderolamprus montanus — вид веретільницеподібних ящірок родини Diploglossidae. Мешкає в Гватемалі і Гондурасі.

## Поширення і екологія
Siderolamprus montanus мешкають в горах Сьєрра-дель-Меріндон на кордоні Гватемали і Гондурасу, зокрема в Національному парку Кусуко, а також в кількох місцевостях на північному сході Гондурасу. Вони живуть у вологих гірських і хмарних тропічних лісах, на висоті від 915 до 1372 м над рівнем моря.

## Збереження
МСОП класифікує цей вид як такий, що перебуває під загрозою зникнення. Siderolamprus montanus загрожує знищення природного середовища.